# Имбежский сельсовет
Имбежский сельсовет — сельское поселение в Партизанском районе Красноярского края.
Административный центр — посёлок Запасной Имбеж.

## История
Статус и границы сельского поселения установлены Законом Красноярского края от 18 февраля 2005 года № 13-3046 «Об установлении границ и наделении соответствующим статусом муниципального образования Партизанский район и находящихся в его границах иных муниципальных образований»

## Население
| 2010 | 2012  | 2013  | 2014  | 2015  | 2016  | 2017  |
| ---- | ----- | ----- | ----- | ----- | ----- | ----- |
| 1273 | ↘1238 | ↘1233 | ↘1180 | ↘1140 | ↘1119 | ↘1101 |

## Состав сельского поселения
В состав сельского поселения входят 5 населённых пунктов:
| № | Населённый пункт | Тип населённого пункта          | Население |
| - | ---------------- | ------------------------------- | --------- |
| 1 | Булатновка       | деревня                         | 19        |
| 2 | Запасной Имбеж   | посёлок, административный центр | 948       |
| 3 | Малый Имбеж      | деревня                         | 66        |
| 4 | Ной              | деревня                         | 48        |
| 5 | Хайдак           | деревня                         | 192       |

## Местное самоуправление
Имбежский сельский Совет депутатов
Дата избрания: 04.03.2012. Срок полномочий: 4 года. Количество депутатов: 10
Глава муниципального образования
- Жирнов Юрий Михайлович. Дата избрания: 04.03.2012. Срок полномочий: 4 года